# Jonathan Howson
Jonathan Mark Howson (Morley, 21 maggio 1988) è un calciatore inglese, centrocampista del Middlesbrough.

## Carriera

### Club
Ha giocato nella prima e nella seconda divisione inglese.

### Nazionale
Nel 2011 ha giocato una partita nella nazionale inglese Under-21.